# Iranxes
Os Iranxes são um subgrupo indígena dos menquis, que habita o oeste do estado brasileiro de Mato Grosso, mais precisamente nas Áreas Indígenas Irantxe e Umutina.

## Ligações Externas
- Acervo Etnográfico Museu do Índio - Iranxes